# Blaukehlschnäpper

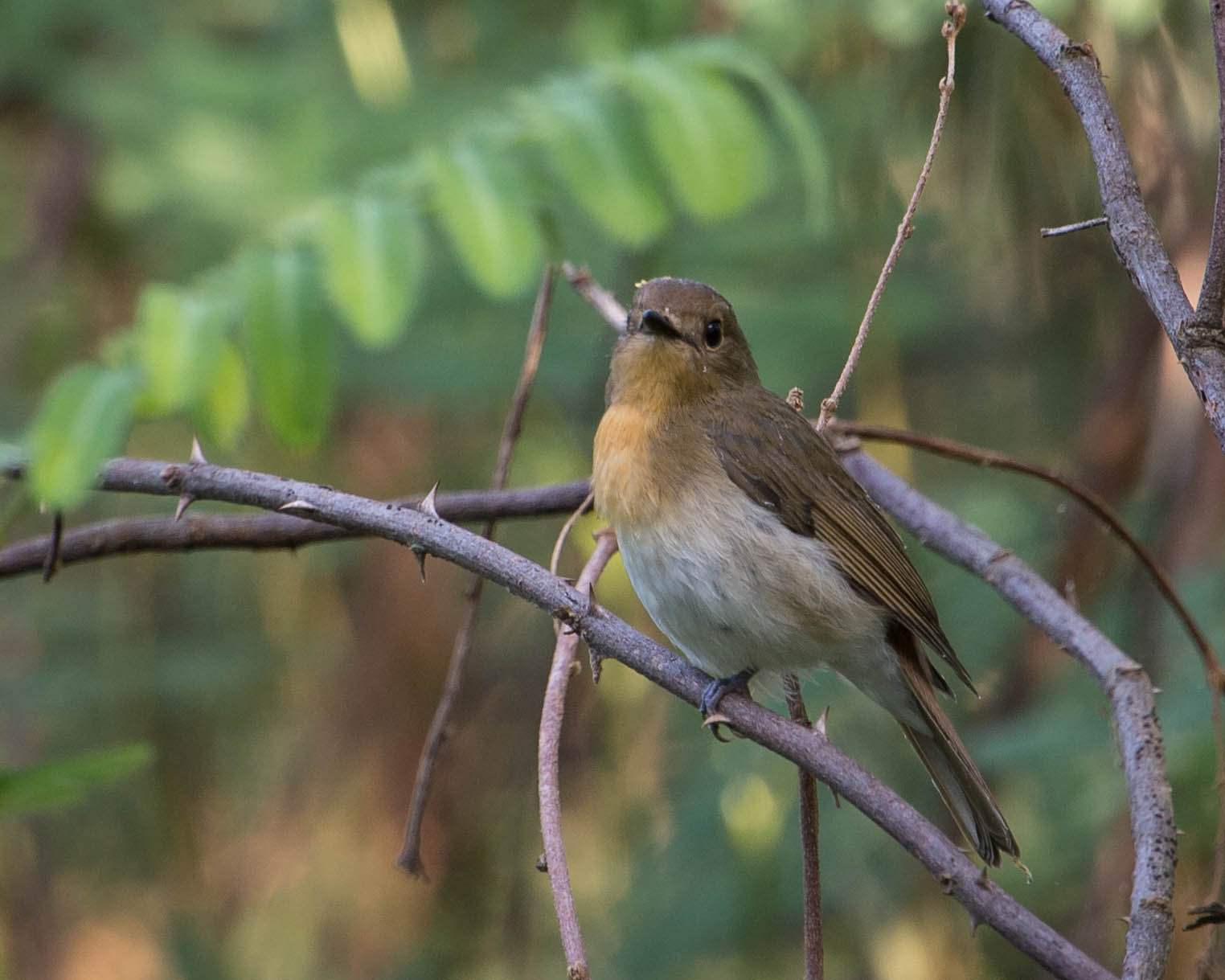
Blaukehlschnäpper (Cyornis rubeculoides), Weibchen

Der Blaukehlschnäpper (Cyornis rubeculoides) ist eine Vogelart aus der Familie der Fliegenschnäpper (Muscicapidae) in der Ordnung der Sperlingsvögel (Passeriformes) und kommt in Teilen von Südostasien vor.

## Merkmale
Der Blaukehlschnäpper erreicht eine Gesamtlänge von 13,5 bis 14 Zentimetern. Das Männchen ist überwiegend dunkelblau gefärbt. Zwischen den dunklen Augen und dem schwarzen Schnabel besitzt das Männchen einen hellblauen Streif von der Stirn zum Scheitel. Die Flügel und der Schwanz sind dunkelblau gesäumt mit einer dunkleren Oberseite. Die als Unterscheidungsmerkmal zu ähnlichen Schnäpperarten herangezogene Kehle ist beim Männchen einheitlich dunkelblau. Die Brust ist orange und vom weißen Bauch deutlich abgestuft. Die Flanken sind weißlich gefärbt und können im oberen Bereich in orange gerandet sein.
Das Weibchen ist deutlich unauffälliger gefärbt und gut in den besiedelten Wäldern getarnt. Der Bürzel, die Oberschwanzdecken und der Schwanz sind braun bis olivgrün gefärbt. Der Bauch ist grau-weiß bis schmutzig cremefarben und von der mit rötlichem Orange gefärbten Brust deutlich abgestuft. Zur Kehle hin wird die orange Färbung dunkler und wird von olivgrün durchsetzt.
Beide Geschlechter weisen einen schwarzen Schnabel und dunkle Augen auf und die Beine sind bleifarben. Das Gesamtgewicht beträgt im Schnitt 14,25 g, wobei das Männchen mit 14,9 g etwas schwerer ist wie das Weibchen mit 13,6 g.

### Ähnliche Art
Eine ähnliche Vogelart die eine weitgehend gleiche Verbreitung aufweist ist der Braunbrust-Blauschnäpper oder auch Tickellblauschnäpper (Cyornis tickelliae). Ein eindeutiges Unterscheidungsmerkmal zum Blaukehlschnäpper ist die Kehle die beim Männchen nicht dunkelblau und beim Weibchen nicht olivgrün gefärbt ist.

## Lebensweise

### Lebensraum

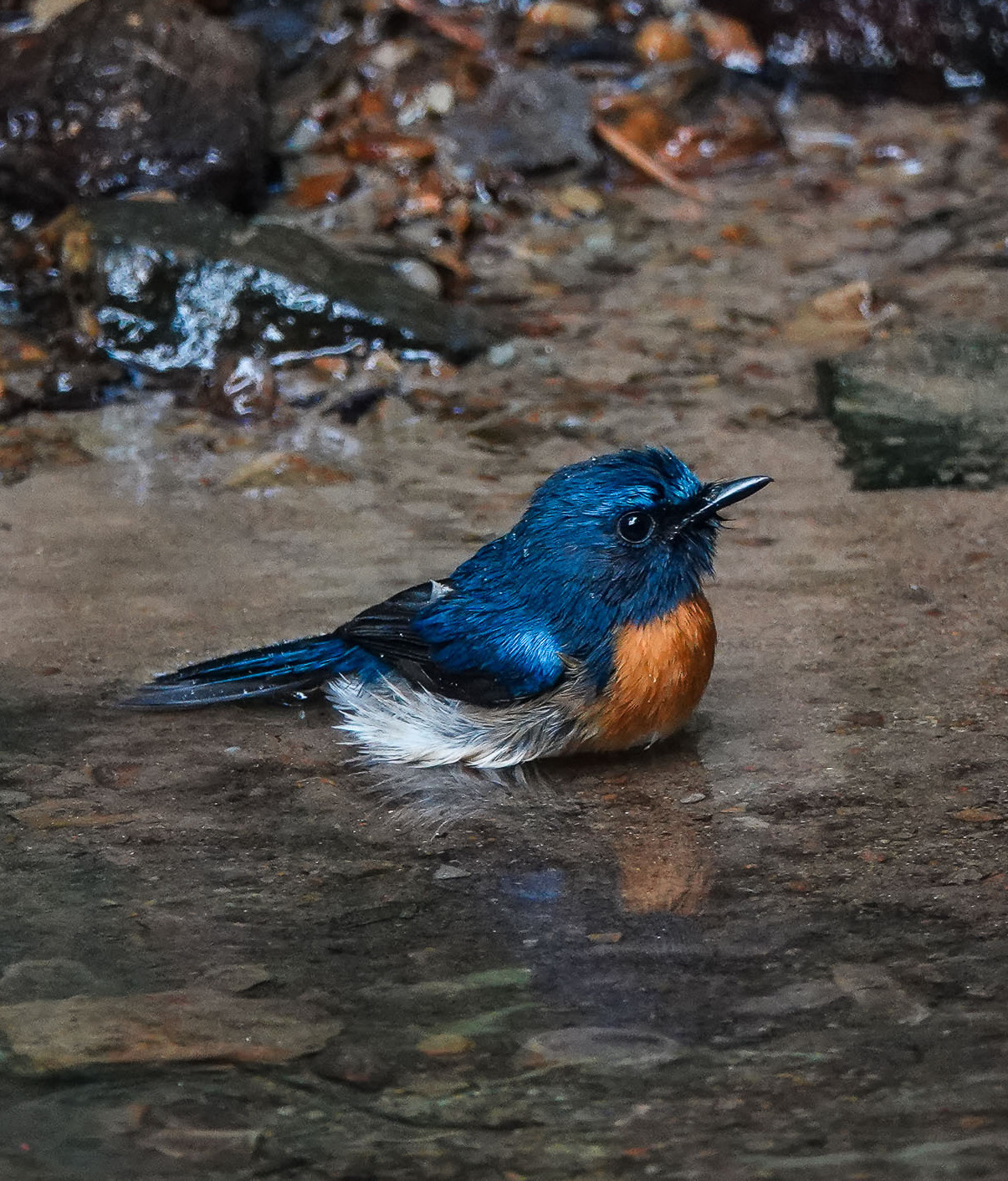
Blaukehlschnäpper (Cyornis rubeculoides), Männchen badend

Als geeignete Lebensräume des Blaukehlschnäppers wurden subtropische und trockene tropische Wälder beschrieben. Er besiedelt daneben höhergelegene Zonen von Mangrovenwäldern, Wälder im feuchten Tiefland und in Sumpfgebieten. Durch den menschlichen Besiedlungsdruck wurden parkähnliche Gartenanlagen mit dichtem Baumbestand als Ersatzlebensraum angenommen. Die Überwinterungsquartiere liegen im östlichen Himalaya und südlich bis nach Bangladesch. Daneben werden Gebiete im Südwesten von Indien und in Sri Lanka in den Wintermonaten besiedelt.

### Nahrung
Die Futtersuche findet am Waldboden und an niedrigen Pflanzen im dichten Unterholz von trockenen, immergrünen Laub- und Laubmischwäldern statt. Durch die Nahrungssuche aufgeschreckte und vorbeifliegende Insekten werden durch kurzes Auffliegen erbeutet.

### Lebensdauer
Die durchschnittliche Lebenserwartung im natürlichen Lebensraum beträgt drei bis vier Jahre und erhöht sich in Gefangenschaft als Zier- oder Zuchtvogel aufgrund der Versorgung durch den Menschen.

### Gelege und Brut
Blaukehlschnäpper brüten in den Sommermonaten im südlichen Teil des Himalaya vom Nordosten Indiens bis zum Nordosten Pakistans. Das Nest des Blaukehlschnäppers wird in dichten Laubwäldern auf größeren Bäumen angelegt und besteht im Durchschnitt aus vier bis fünf Eiern. Die Brutdauer betrug durchschnittlich 11,5 Tage und es wurden eine bis zwei Bruten durchgeführt.

### Gesang
Der Blaukehlschnäpper ist durch ein sanftes „tac“ oder „check“ und bei Gefahr durch ein harsches „trrt“ oder „trrt trrt“ erkennbar. Sein Gesang ähnelt dem des Braunbrust-Blauschnäppers (Cyornis tickelliae) ist jedoch mehr trillernd, in der Tonlage höher und schneller vorgetragen.

## Verbreitung
Für den Blaukehlschnäpper wurde sein Hauptverbreitungsgebiet in Südostasien in weiten Teilen von Indien, in Laos, Myanmar, Thailand und Vietnam klassifiziert. Die Brutgebiete befinden sich in den südlich gelegenen Himalaya-Regionen von Bhutan, China, Nepal und in Pakistan bis zur Grenzregion mit Afghanistan. Bei seinem Vorkommen in Bangladesch und Sri Lanka wurde keine Brut beobachtet und für Kambodscha und Singapur wurde er als Zugvogel zwischen den Brutgebieten und seinem Hauptverbreitungsgebiet eingestuft. Die Ausdehnung der besiedelten Lebensräume umfasst eine Gesamtfläche von 2,6 Mio. bis 3,96 Mio. km²  Er wurde von den küstennahen Mangrovenwäldern bis in Höhenlagen von 2090 m im Himalaya beobachtet.

## Gefährdungsstatus
Der Lebensraum des Blaukehlschnäppers ist durch die Rodung der Wälder, die Verschmutzung der Landschaft und den menschlichen Besiedlungsdruck gefährdet. Von der IUCN wurde er mit dem Status  Least Concern (Nicht Gefährdet) und einem stabilen Populationstrend eingestuft.
Die Gesamtpopulation wurde mit der Einstufung „Unbekannt“ ausgewiesen, wodurch sich keine Vergleiche zur Entwicklung der Population ableiten lassen und der vermutete Wert eines stabilen Populationstrends veröffentlicht wurde. Besondere Gefahren für den Blaukehlschnäpper stellen der Fang von Vögeln zum internationalen Verkauf als Ziervögel und die Jagd zur Nutzung als regionales Nahrungsmittel dar.